# Nakfa Wildlife Reserve
Nakfa Wildlife Reserve  ist ein Schutzgebiet in Eritrea in der Region Semienawi Kayih Bahri (Region des nördlichen Roten Meeres). Es liegt im Distrikt Afabet. Bereits 1959 wurde es damals von der britischen Administration ausgewiesen und bereits in den 1960er Jahren durch Freiwillige des US-Friedenscorps entwickelt.
Das Schutzgebiet ist jedoch kaum erschlossen und auf Grund der bestehenden Reisebeschränkungen in Eritrea ist das Gebiet zurzeit nicht zugänglich.